# Paul Matschie
Paul Matschie (Brandeburgo sull'Havel, 11 agosto 1861 – Berlino, 8 marzo 1926) è stato uno zoologo tedesco.
Abbandonati gli studi di matematica e scienze, tra il 1883 ed il 1885 iniziò a lavorare presso la sezione zoologica del Museum für Naturkunde der Humboldt-Universität zu Berlin (il Museo di storia naturale della Humboldt Universität di Berlino); dopo una breve interruzione, vi operò nuovamente a partire dal 1887 e fino alla sua morte, venendo nominato docente nel 1902.
Dedicatosi inizialmente all'ornitologia, si rivolse poi interamente allo studio dei mammiferi africani, descrivendo numerosi nuovi generi e specie, in particolare delle sottospecie dei gorilla.
Tra le specie descritte per la prima volta da Matschie si segnalano il Macaco di Heck e il Macaco di Buton-Muna.

## Pubblicazioni
- Die Saugethiere Deutsch-Ost-Afrikas - Berlino - Geographische Verlagshandlung Dietrich Reimer - 1895
- Mammalia, Aves, Reptilia, Amphibia, Pisces - Jena - Fischer - 1909

| Matschie è l'abbreviazione standard utilizzata per le specie animali descritte da Paul Matschie. Categoria:Taxa classificati da Paul Matschie |